# The Resource Foundation

The Resource Foundation (TRF) es una organización no gubernamental sin fines de lucro con sede en los Estados Unidos, designada 501(c)(3) por la autoridad fiscal estadounidense, dedicada a cultivar relaciones productivas entre organizaciones privadas que promueven el desarrollo sustentable en América Latina y donantes internacionales. La misión de TRF es promover la autosuficiencia y mejorar las condiciones de vida de poblaciones en situación de pobreza y marginación en países latinoamericanos maximizando recursos financieros, productivos y sociales.
TRF ha canalizado más de 24,5 millones de dólares hacia más de 400 proyectos de desarrollo en 23 países de América Latina y el Caribe. En el 2006, más de 4,68 millones de personas se beneficiaron de proyectos implementados en las siguientes áreas de desarrollo:
- Capacitación micro-empresarial y crédito
- Salud y prevención del VIH/sida
- Educación básica y formación laboral
- Conservación ambiental y agricultura sostenible
- Vivienda asequible y sistemas de agua potable

## Historia
Loren Finnell fundó TRF en 1987 con el objetivo de ayudar a grupos emprendedores de escasos recursos económicos a romper el ciclo de dependencia y pobreza que les impide acceder al desarrollo integral a nivel individual, familiar y comunal. Con la convicción de que las soluciones locales son significativamente más eficaces y duraderas que las soluciones desarrolladas externamente y sin conocimiento de las realidades y problemáticas particulares, TRF es pionera en la movilización de recursos en apoyo de iniciativas locales de desarrollo. Así, TRF trabaja en sociedad con donantes privados individuales e institucionales en Estados Unidos y Europa, así como con organizaciones privadas de desarrollo en 23 países de América Latina y el Caribe. Practicando la filosofía de ofrecer “soluciones y no subvenciones”, todos los programas y proyectos promueven la autoayuda y la capacidad de agencia de los participantes en la construcción de mejores futuros para sí mismos, sus familias y sus comunidades.

## Sociedades
TRF trabaja en sociedad con donantes individuales, institucionales y corporativos facilitando la puesta en práctica de una filantropía eficiente y comprometida a través de la identificación de proyectos que cumplen los requisitos filantrópicos especificados, la verificación de información sobre proyectos y organizaciones a financiar, la transferencia de fondos, la presentación de informes de avances, y la asesoría y capacitación en estrategias filantrópicas.

### Donantes
TRF trabaja en sociedad con donantes individuales, institucionales y corporativos facilitando la puesta en práctica de una filantropía eficiente y comprometida a través de la identificación de proyectos que cumplen los requisitos filantrópicos especificados, la verificación de información sobre proyectos y organizaciones a financiar, la transferencia de fondos, la presentación de informes de avances, y la asesoría y capacitación en estrategias filantrópicas.

### Organizaciones afiliadas
TRF ha formado una red de 40 organizaciones de desarrollo afiliadas en América Latina y el Caribe que implementan programas relacionados con microempresa, educación, formación laboral, salud, conservación del medio ambiente, agricultura sostenible, vivienda asequible y sistemas de agua potable orientados a poblaciones marginadas o en desventaja tales como niños, mujeres, grupos indígenas y poblaciones viviendo en situación de pobreza.  TRF ofrece a esta red servicios especializados orientados a potenciar los alcances y logros de los proyectos de desarrollo. Específicamente, TRF proporciona asesoría y asistencia técnica en relaciones públicas, capacitación organizacional, búsqueda de financiamiento, preparación y evaluación de proyectos, y representación.

### Otras organizaciones
Adicionalmente, TRF apoya 75 organizaciones de desarrollo en América Latina identificadas específicamente por o para donantes internacionales.

## Programas
TRF canaliza donaciones de fundaciones, corporaciones, grupos religiosos e individuos hacia un Fondo para el Desarrollo destinado a financiar proyectos en distintas áreas.  Algunos ejemplos se presentan a continuación:

### Vivienda asequible
SERVIVIENDA construye diariamente diez casas prefabricadas en Colombia. Las viviendas, con un costo aproximado de 2,500 dólares cada una, son asequibles aún para las familias de menores recursos gracias al plan de crédito de SERVIVIENDA, el cual tiene una tasa de reembolso del 99%. Construidas con trozos de cemento, metal, madera y cerámica, las casas son sencillas, duraderas, atractivas, fácilmente transportables y pueden ser construidas en sólo cuatro horas por las familias que las adquieren. Más de 85,000 viviendas han sido instaladas, beneficiando más de 500,000 personas. OEF, FEPP y CESAP desarrollan programas similares en El Salvador, Ecuador y Venezuela, respectivamente.

### Microempresa urbana y rural
ACODEP en Nicaragua y CREFAC en El Salvador ofrecen programas microempresariales que incluyen capacitación, asistencia técnica y crédito. Ambas organizaciones ofrecen capacitación productiva (carpintería, tejido, enlatado), cursos de manejo de pequeñas empresas (flujo de caja, contabilidad, control de costos, producción y mercadeo) y adiestramiento en el uso de créditos. Actuar Famiempresas y MEDA en Colombia, FEM en Venezuela, FINCA y FUNDEBASE en Costa Rica, ADOPEM y MUDE en la República Dominicana, FUNDACEN en Guatemala, FUNBANHCAFE e IDH en Honduras, ACP y CADEP en el Perú, OEF en El Salvador, CAME en México e IPRU en Uruguay desarrollan también programas microempresariales similares.

### Agricultura sostenible
CEADB y DESEC trabajan en Bolivia con comunidades indígenas y campesinas dispersas, combinando educación y cuidado ambiental con tecnología agropecuaria mejorada, lo cual incrementa sustantivamente las ganancias, promueve mayor autonomía y mejora la calidad de vida de los habitantes de las comunidades. Los programas de agricultura sostenible se centran en el manejo y conservación del agua, la preservación de tierras, la agricultura de terrazas, el uso de energía solar para viveros y hogares, la rotación de cultivos, la cría de animales y la reforestación. FUNDAEC en Colombia, FEPP en Ecuador, FUNBANHCAFE en Honduras, FUNDAR en México, CADEP en el Perú y CESAP en Venezuela implementan también proyectos de agricultura sostenible.

### Medio ambiente y generación de ingresos
FVSA en Argentina, ARBOFILIA en Costa Rica, Salva NATURA en El Salvador y Fundación Tierra Viva en Venezuela promueven la conservación ambiental a través de la educación y el manejo de reservas ecológicas. Por ejemplo, ARBOFILIA implementa un proyecto orientado a recuperar un complejo ecosistema en Costa Rica que incluye un bosque de manglares en la costa, bosques lluviosos en tierras bajas y la montaña “bosque nublado”. Restablecer el ecosistema es esencial para proteger la flora y fauna de esta área, actualmente en peligro. ARBOFILIA combina temas medioambientales con proyectos de generación de ingresos. SalvaNATURA en el Salvador, FEPP en Ecuador, Tierra Viva en Venezuela y FVSA en Argentina también trabajan con comunidades aledañas a áreas protegidas implementando proyectos de generación de ingresos, que a su vez promueven la conservación del medioambiente y de los recursos naturales.

### Educación básica y formación laboral
ORIGEN en Chile y FUNDAEC en Colombia ofrecen estudios certificados de educación secundaria a poblaciones de muy bajos ingresos, especialmente niños y jóvenes en situación de riesgo. Asimismo, ofrecen formación laboral en carpintería, metalurgia, agricultura y crianza de animales de tal manera que los egresados puedan construir mejores futuros para sus familias y para ellos mismos. En México, ÚNETE ofrece capacitación en computación a niños de escasos recursos económicos a través del sistema público de educación básica. En Venezuela, SUPERATEC ofrece a jóvenes y adultos la oportunidad de adquirir conocimiento y destrezas tecnológicas y desarrollar a través de este medio sus habilidades personales y laborales.

### Museos interactivos para niños
PAPALOTE, El Museo del Niño en Ciudad de México y TIN MARIN, Asociación Museo de los Niños en El Salvador, son ambos museos interactivos y participativos especialmente diseñados para ayudar a los niños a conocer y comprender el mundo en el que viven. Las exhibiciones enfatizan aspectos científicos y medioambientales. Diversas fundaciones y corporaciones auspician visitas escolares para niños de escasos recursos económicos.

### Salud
Fundación Huésped en Argentina es una organización sin fines de lucro presidida por el Dr. Pedro Cahn. La Fundación ofrece información y educación preventiva sobre el VIH/sida y otras enfermedades de transmisión sexual (ETS), promueve la investigación médica y la capacitación de profesionales de la salud, y realiza campañas públicas de información. OEF y MUDE también ofrecen información y educación preventiva sobre ETS/VIH/sida. FESPERAN ofrece servicios de atención primaria de salud a comunidades Amazónicas distantes y administra una clínica en Santarem, Brasil. También opera un centro de salud para madres y niños que rehabilita niños que sufren de desnutrición, instruye a las madres en prácticas alimenticias saludables y promueve en general la mejora de condiciones sanitarias en la zona. OEF en El Salvador, CADEP en el Perú, IMIFAP en México y MUDE en la República Dominicana ofrecen también servicios de atención primaria de salud. 

### Sistemas de agua potable y desagüe
Agua para el Pueblo promueve la autoayuda a través de programas participativos de implementación de sistemas de agua potable y desagüe en comunidades rurales marginadas en Honduras. FESPERAN en Brasil, FEPP en Ecuador, y CESAP en Venezuela implementan programas similares.

## Afiliaciones
TRF es una organización registrada en la Agencia Internacional de Desarrollo (AID).
En mayo de 2007, TRF estableció una alianza con dos instituciones similares para facilitar donaciones internacionales en todo el mundo. Las otras instituciones de la alianza son Give2Asia, orientada a la región Asia Pacífico y King Baudouin Foundation United States, orientada a la región África - Europa.